# The Loaded Door
The Loaded Door è un film muto del 1922 diretto da Harry A. Pollard. La sceneggiatura di George Hively si basa su Cherub of Seven Bar, racconto di Ralph Cummin apparso su Short Stories Magazine il 16 dicembre 1921.

## Trama
Dopo essere stato via per qualche tempo, Bert Lyons torna al suo vecchio ranch solo per scoprire che il suo proprietario è stato ucciso e che il ranch è ora nelle mani di due loschi figuri. Il primo, Stan Calvert, è un contrabbandiere; il secondo, Blackie Lopez, un ladro che, oltrettutto, ha messo gli occhi su Molly, la ragazza di Bert. Il cowboy riesce a sfuggire ai tentativi di farlo fuori, salva Molly che è stata rapita da Blackie e ristabilisce la verità su Joe, il fratello di Molly, ingiustamente accusato di omicidio.

## Produzione
Le riprese del film, prodotto dalla Universal Film Manufacturing Company, iniziarono a fine maggio 1922. Durante la lavorazione, il titolo venne cambiato da The Cherub of Seven Bar a The Sheriff of Seven Bar, fino a The Loaded Door.

## Distribuzione
Il copyright del film, richiesto dalla Universal Film Manufacturing Co., fu registrato il 3 agosto 1922 con il numero LP18120.

Distribuito dalla Universal Film Manufacturing Company, il film uscì nelle sale statunitensi il 14 agosto 1922 dopo essere stato presentato in prima a New York il 4 agosto.

In Brasile, il film prese il titolo A Porta Minada.

### Conservazione
Non si conoscono copie ancora esistenti della pellicola che viene considerata presumibilmente perduta.